# Guernes
Guernes és un municipi francès, situat al departament d'Yvelines i a la regió de Illa de França. L'any 2007 tenia 940 habitants.
Forma part del cantó de Limay, del districte de Rambouillet i de la Comunitat urbana Grand Paris Seine et Oise.

## Demografia

### Població
El 2007 la població de fet de Guernes era de 940 persones. Hi havia 364 famílies, de les quals 85 eren unipersonals (48 homes vivint sols i 37 dones vivint soles), 115 parelles sense fills, 145 parelles amb fills i 19 famílies monoparentals amb fills.
La població ha evolucionat segons el següent gràfic:
Habitants censats

### Habitatges
El 2007 hi havia 441 habitatges, 365 eren l'habitatge principal de la família, 30 eren segones residències i 46 estaven desocupats. 411 eren cases i 25 eren apartaments. Dels 365 habitatges principals, 311 estaven ocupats pels seus propietaris, 47 estaven llogats i ocupats pels llogaters i 6 estaven cedits a títol gratuït; 8 tenien una cambra, 32 en tenien dues, 58 en tenien tres, 76 en tenien quatre i 190 en tenien cinc o més. 277 habitatges disposaven pel capbaix d'una plaça de pàrquing. A 129 habitatges hi havia un automòbil i a 215 n'hi havia dos o més.

### Piràmide de població
La piràmide de població per edats i sexe el 2009 era:
| Homes | Edats   | Dones |
| ----- | ------- | ----- |
| 0     | 95 o +  | 0     |
| 0     | 90 a 94 | 4     |
| 4     | 85 a 89 | 8     |
| 4     | 80 a 84 | 8     |
| 12    | 75 a 79 | 12    |
| 4     | 70 a 74 | 8     |
| 12    | 65 a 69 | 12    |
| 16    | 60 a 64 | 16    |
| 24    | 55 a 59 | 16    |
| 24    | 50 a 54 | 12    |
| 16    | 45 a 49 | 36    |
| 60    | 40 a 44 | 32    |
| 40    | 35 a 39 | 48    |
| 24    | 30 a 34 | 40    |
| 36    | 25 a 29 | 28    |
| 8     | 20 a 24 | 20    |
| 16    | 15 a 19 | 16    |
| 20    | 10 a 14 | 64    |
| 40    | 5 a 9   | 28    |
| 20    | 0 a 4   | 16    |

## Economia
El 2007 la població en edat de treballar era de 647 persones, 507 eren actives i 140 eren inactives. De les 507 persones actives 469 estaven ocupades (255 homes i 214 dones) i 39 estaven aturades (14 homes i 25 dones). De les 140 persones inactives 53 estaven jubilades, 50 estaven estudiant i 37 estaven classificades com a «altres inactius».

### Ingressos
El 2009 a Guernes hi havia 386 unitats fiscals que integraven 1.018,5 persones, la mediana anual d'ingressos fiscals per persona era de 22.647 €.

### Activitats econòmiques
Dels 27 establiments que hi havia el 2007, 1 era d'una empresa extractiva, 1 d'una empresa de fabricació d'altres productes industrials, 7 d'empreses de construcció, 6 d'empreses de comerç i reparació d'automòbils, 2 d'empreses de transport, 1 d'una empresa d'informació i comunicació, 1 d'una empresa immobiliària, 6 d'empreses de serveis i 2 d'empreses classificades com a «altres activitats de serveis».
Dels 6 establiments de servei als particulars que hi havia el 2009, 2 eren guixaires pintors, 1 electricista, 1 empresa de construcció, 1 perruqueria i 1 saló de bellesa.
L'únic establiment comercial que hi havia el 2009 era una botiga de menys de 120 m².
L'any 2000 a Guernes hi havia 4 explotacions agrícoles.

## Equipaments sanitaris i escolars
El 2009 hi havia una escola elemental.

## Poblacions més properes
El següent diagrama mostra les poblacions més properes.